# Ray Collins
Ray Collins (19. studenog 1936. − 24. prosinca 2012.), bio je američki glazbenik i pjevač najpoznatiji po svom djelovanju u sastavu The Mothers of Invention i suradnjom s Frankom Zappom.

## Životopis
Collins je svoju glazbenu karijeru počeo tijekom 1950-ih godina, pjevajući prateće vokale s raznim doo wop sastavima po Los Angelesu, uključujući i 'Little Julian Herrera and the Tigers'.
Početkom 1960-ih godina, Collins zajedno s bubnjarom Jimmyjem Carlom Blackom, basistom Royom Estradom i kasnije priključenim Frankom Zappom, osniva sastav 'The Soul Giants', kojeg je ubrzo počeo voditi Zappa i promijenio mu naziv u 'The Mothers' (kasnije The Mothers of Invention). Collins je na prvim albumima Mothersa bio prvi vokal, uključujući i albume Freak Out!, Absolutely Free i Cruising with Ruben & the Jets.
Collins je sudjelovao na mnogim Zappinim projektima sredinom 1970-ih godina.

## Diskografija

### Singlovi
- Little Julian Herrera and the Tigers: "I remember Linda" / "True fine mama", (195?., 7", SAD, 'Starla records') - Ray Collins - prateći vokali
- The Penguins: "Memories of El Monte" / "Be mine", (1962., 7", SAD, 'Original sound'), A strana, napisali Frank Zappa i Ray Collins; producent Frank Zappa
- Ned & Nelda: "Hey nelda" / "Surf along", (1963., 7", SAD, 'Vigah'), A i B strana napisao Frank Zappa i Ray Collins

### Albumi
The Mothers of Invention
- Freak Out! - (1966., 2LP, SAD, Verve)
- Absolutely Free - (1967., LP, SAD, Verve)
- Cruising With Ruben & The Jets - (1968., LP, SAD, Verve)
- Mothermania - (1969., LP, SAD, Verve)
- Uncle Meat - (1969., 2LP, SAD, Bizarre)
- Burnt Weeny Sandwich - (1970., LP, SAD, Bizarre)
- Weasels Ripped My Flesh - (1970., LP, SAD, Bizarre)

Frank Zappa
- Apostrophe (') - (1974., LP, SAD, Discreet)
- You Can't Do That on Stage Anymore, Vol. 5 - (1992., 2CD-a, SAD, Ryko)
- The Lost Episodes - (1996., CD, SAD, Ryko)
- Mystery Disc - (1998., CD, SAD, Ryko)
- Joe's Corsage - (2004., CD, SAD, Vaulternative Records)
- The MOFO Project/Object - (2006., 2CD, SAD, Zappa Records)
- The MOFO Project/Object - (2006., 4CD, SAD, Zappa Records)

Ostali
- Geronimo Black: Welcome Back - (1980., LP, SAD, Helios Recs) - zajedno s raznim bivšim članovima Mothers of Inventiona
- The Grandmothers: Lookin' Up Granny's Dress - (1982., LP, SAD, Rhino records)
- The Grandmothers: A Mother Of An Anthology - (1993., CD, SAD), kompilacija + bonus skladbe
- Fraternity Of Man: X - (199?., CD5", SAD, San Francisco Sounds sfs 09930 da)
- Geronimo Black: Welcome Back - (2008., Crossfire)

### Solo
- Ray Collins: Ray And The Raisons - (1981., neobjavljen, SAD, Rhino)
- Ray Collins: Demo - (1981.) - demosnimke iz Panda records
- Ray Collins: Of Blues, Myself & I -  (1982.)
- Ray Collins: Magnolia - (1984.) - Montclair
- Ray Collins: Love songs - (1993., k7, SAD, privatno izdanje)

## Vanjske poveznice
- Stranice Raya Collinsa na Zappa Wiki Jawaka